# Maria Kaczyńska

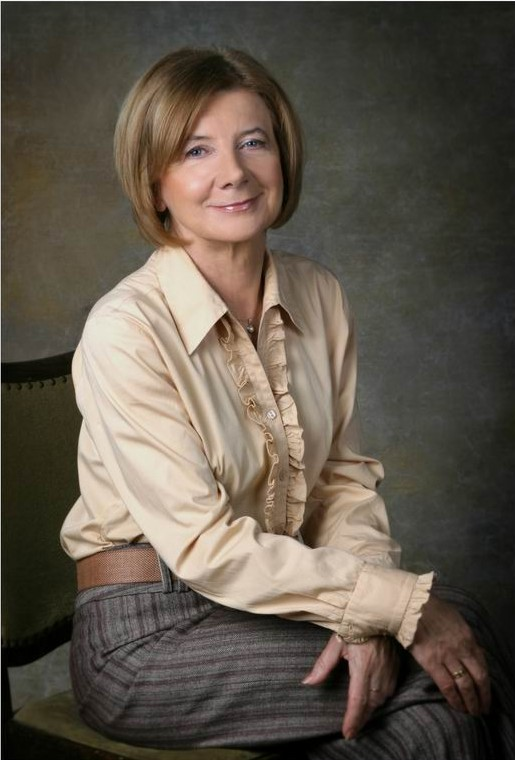
Offizielles Porträt Maria Kaczyńskas

Maria Helena Kaczyńska (* 21. August 1942 in Machowo, heute Belarus, als Maria Helena Mackiewicz; † 10. April 2010 bei Smolensk, Russland) war die Ehefrau des polnischen Staatspräsidenten Lech Kaczyński und damit von 2005 bis zu ihrem Tod die „erste Dame“ (polnisch Pierwsza Dama) des Landes.

## Leben

### Kindheit und Ausbildung
Maria Kaczyńska wurde 1942 (anderen Angaben zufolge 1943) als Maria Mackiewicz geboren. Ihr Vater Czesław Mackiewicz arbeitete als Förster in Nowa Brda und machte sie mit der Natur vertraut. Ihre Mutter Lidia stammte aus Sankt Petersburg und war Lehrerin an einer Schule in der Nähe von Złotów. Sie hatte einen Bruder namens Konrad. Ihre Familie stammte ursprünglich aus der Region um Wilna. Sie wurden im Zuge der Zwangsumsiedlung von Polen aus den ehemaligen polnischen Ostgebieten 1944–1946 vertrieben  und siedelten sich in Polen an. Ihr Vater hatte als Mitglied der Polnischen Heimatarmee in der litauischen Stadt gegen deutsche Wehrmachtssoldaten gekämpft. Auch zwei ihrer Onkel väterlicherseits waren Kriegsteilnehmer: der eine nahm als Mitglied des 2. Polnischen Korps an der Schlacht um Monte Cassino (1944) teil, der andere kam als Offizier beim Massaker von Katyn (1940) ums Leben.
Nach dem Krieg bemühte sich die Familie um einen neuen Platz in Polen und zog nach Bydgoszcz, später nach Człuchów. Maria Mackiewicz kam mit einem Herzfehler auf die Welt, woraufhin sich die Eltern besonders um sie kümmerten. Nach einem Kuraufenthalt in Rabka-Zdrój, bei dem sich Mackiewicz' Gesundheitszustand besserte, übersiedelte die Familie dorthin und ihre Mutter fand eine Anstellung als Beraterin in einem Kindersanatorium. Sie besuchte daraufhin die Grund- und Oberschule in Rabka-Zdrój, wo sie begann, sich für Sprachen zu interessieren. Im Alter von elf Jahren wurde sie in Warschau am Herzen operiert. Später wechselte sie zur Wirtschaftshochschule in Sopot, wo sie ab 1961 am Fachbereich für Seetransport studierte. Nach Abschluss ihres Studiums im Jahr 1966 arbeitete sie am Seeinstitut in Danzig. Im Rahmen ihrer Promotion beschäftigte sie sich mit dem Thema der Güterverkehrsmärkte im Fernen Osten.

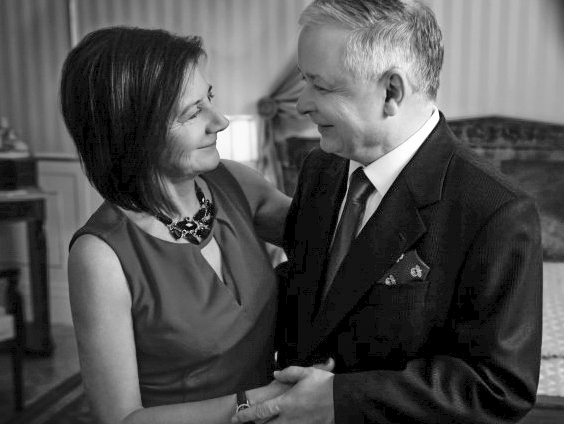
Maria Kaczyńska gemeinsam mit ihrem Ehemann

### Ehe mit Lech Kaczyński
Im Januar 1976 lernte Maria Mackiewicz ihren späteren Ehemann Lech Kaczyński kennen, der zu dieser Zeit als wissenschaftlicher Mitarbeiter im Fachbereich Recht an der Universität Danzig tätig war. Ein Freund hatte sie gebeten, für ihn eine Wohnung in Sopot zu finden. Beide heirateten im Jahr 1978. Kaczyński gehörte ab 1981 in der Danziger Leninwerft zu den intellektuellen Ratgebern der Gewerkschaftsbewegung Solidarność und sollte später interniert werden. Zu dieser Zeit war Maria Kaczyńska im Erziehungsurlaub und sollte nicht mehr an ihren alten Arbeitsplatz am Seeinstitut zurückkehren. Sie widmete sich dem Familienleben, unterstützte die politischen Ambitionen ihres Ehemannes und arbeitete nebenher als freiberufliche Übersetzerin für die Sprachen Englisch und Französisch. Selbst hatte sie jedoch keine Ambitionen, ein politisches Amt anzustreben.
Kaczyńskas Ehemann stieg vom polnischen Senator Anfang der 1990er-Jahre bis zum Oberbürgermeister der Stadt Warschau im Jahr 2002 auf. Er gründete gemeinsam mit seinem Zwillingsbruder Jarosław Kaczyński die national-konservative Partei Recht und Gerechtigkeit (polnisch Prawo i Sprawiedliwość).

### First Lady Polens

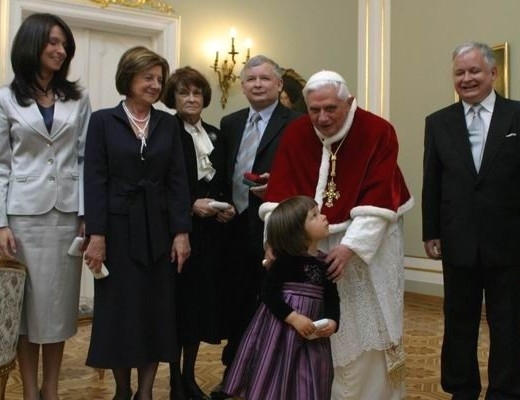
Papst Benedikt XVI. mit Maria Kaczyńska und ihrer Familie (2006)

2005 setzte sich Kaczyński bei den polnischen Präsidentschaftswahlen gegen Donald Tusk durch und wurde Staatspräsident des Landes. Maria Kaczyńska begleitete ihren Ehemann bei repräsentativen Auftritten und engagierte sich für verschiedene gemeinnützige und kulturelle Initiativen, häufig für behinderte Menschen und insbesondere Kinder sowie die Brustkrebsvorsorge bei Frauen. Nachdem die Stiftung ihrer Vorgängerin im Zusammenhang mit einer politischen Affäre in die Schlagzeilen geraten war, weigerte sich Kaczyńska eine eigene Stiftung ins Leben zu rufen. Sie eröffnete unter anderem polnische Kulturzentren in Tel Aviv und Sankt Petersburg und zeichnete bei einem Besuch in den Vereinigten Staaten postum die polnische Widerstandskämpferin Irena Sendler aus.

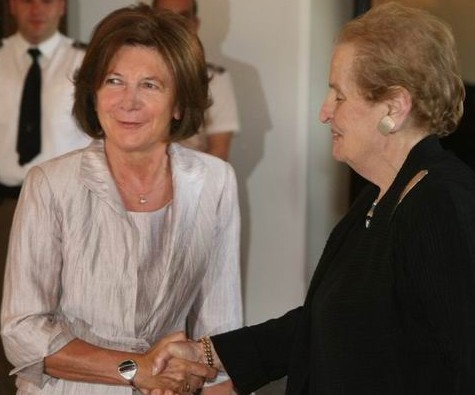
Maria Kaczyńska mit Madeleine Albright (2007)

Kaczyńska erfreute sich als Präsidentengattin großer Beliebtheit in Polen. Obwohl sie in der Öffentlichkeit als zurückhaltend galt, profilierte sie sich durch liberale Positionen und ihr wurde das Talent nachgesagt, Gegensätze ausgleichen zu können. „Sie war sehr sensibel und hatte einen großen Einfluss auf ihren Mann“, so der frühere Ministerpräsident Tadeusz Mazowiecki. Kaczyńska sympathisierte unter anderem mit Umweltschützern und sprach sich öffentlich für die künstliche Befruchtung aus. Im Jahr 2007 richtete sie mit 50 anderen politisch aktiven Frauen einen Appell an die polnischen Parlamentarier, das Abtreibungsgesetz in Polen nicht zu verschärfen. Kreise um Tadeusz Rydzyk bezeichneten sie daraufhin öffentlich als „Verräterin“.
Aus der Ehe mit Lech Kaczyński entstammte die 1980 geborene Tochter Marta. Maria Kaczyńska galt als tierlieb und besaß zwei Hunde und zwei Katzen in ihrer Wohnung im polnischen Präsidentenpalast. Zu ihren weiteren Interessen gehörten unter anderem die Musik, das Ballett und Theater. Neben Englisch und Französisch hatte sie auch Sprachkenntnisse in Spanisch und Russisch. Eigenen Angaben zufolge bewunderte Kaczyńska Margaret Thatcher, Hillary Clinton sowie Madeleine Albright, die sich mit ihr für die Frauenkrebsvorsorge engagierte.
Wie erst nach ihrem Tod bekannt wurde, führte Maria Kaczyńska seit der Präsidentschaftswahl ihres Ehemannes Tagebuch. Obwohl ihr große Summen angeboten wurden, weigerte sich ihre Tochter Marta, die Memoiren zu veröffentlichen.

### Tod

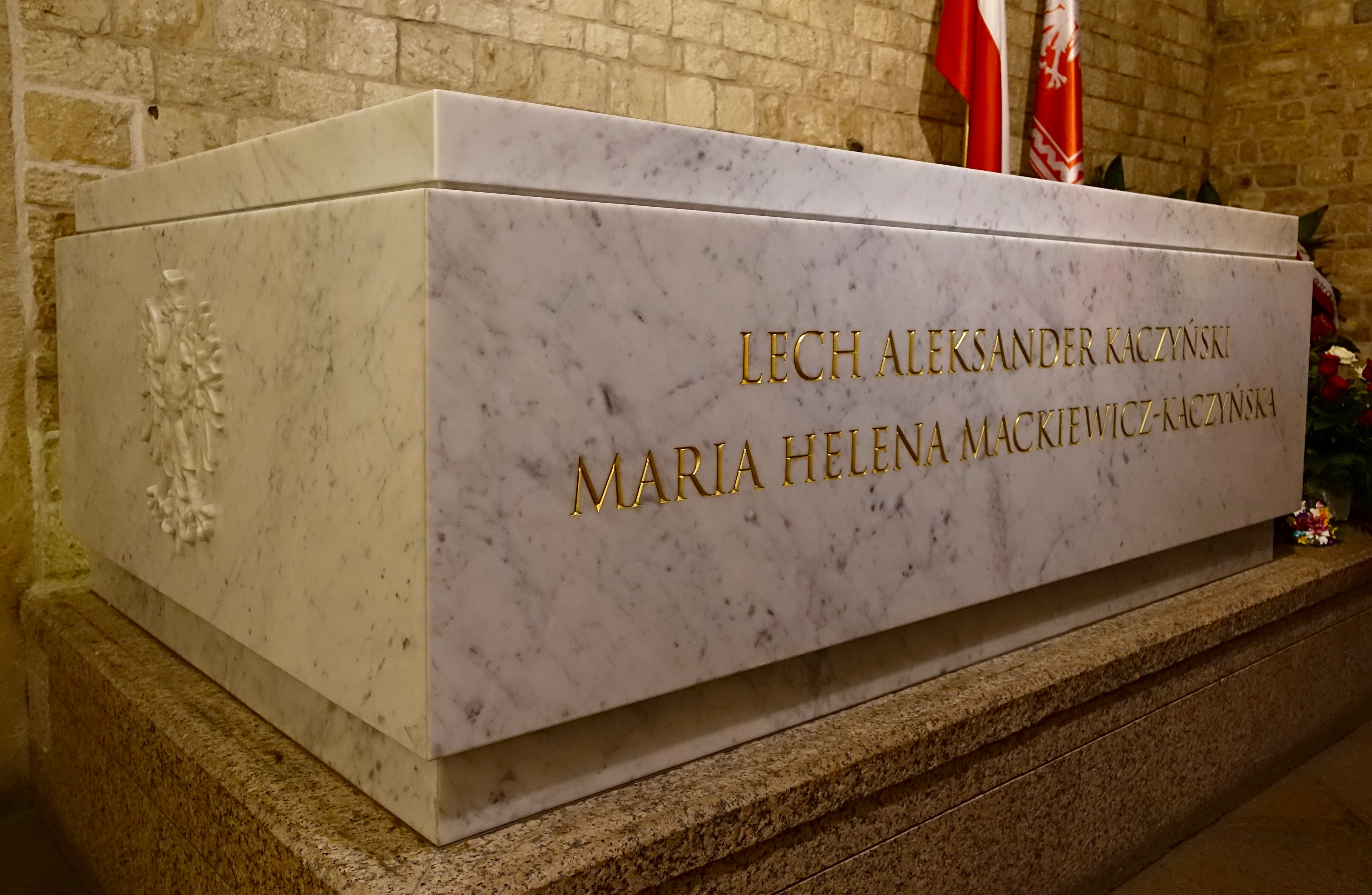
Doppelsarkophag von Maria Kaczyńska und Lech Kaczyński in der Gruft der Wawel-Kathedrale

Ihren letzten öffentlichen Auftritt absolvierte Maria Kaczyńska am 9. April 2010, als sie polnische Familien aus Russland, Kasachstan, Belarus und der Ukraine im Präsidentenpalast empfing. Einen Tag später gehörte Kaczyńska mit ihrem Ehemann zu einer polnischen Delegation, die anlässlich des siebzigsten Jahrestages des Massakers von Katyn zur Gedenkstätte nach Russland reisen sollte. Bei einem Flugunfall nahe dem Militärflugplatz Smolensk-Nord kam das Ehepaar gemeinsam mit weiteren hochrangigen Repräsentanten Polens ums Leben.
Drei Tage nach dem Unglück wurde Kaczyńskas Leichnam nach Warschau überführt und im Präsidentenpalast an der Seite ihres Ehemanns öffentlich aufgebahrt. Am 18. April 2010 wurden Maria Kaczyńska und Lech Kaczyński in einer feierlichen Prozession von der Krakauer Marienkirche über den Königsweg in eine Gruft der Wawel-Kathedrale gebracht und dort bestattet. Etwa 20 Staats- und Regierungschefs, darunter der russische Präsident Dmitri Medwedew, nahmen am Staatsbegräbnis teil. Rund 150.000 Menschen begleiteten den Trauerzug. Aufgrund der Gefahren durch vulkanische Asche nach dem Ausbruch des Eyjafjallajökull in Island war der Flugverkehr in großen Teilen Nord- und Mitteleuropas zur Zeit der Trauerfeierlichkeiten stark beeinträchtigt, weshalb viele Staatsoberhäupter nicht anreisen konnten. Der Ort der Beisetzung selbst galt in Polen als umstritten, da der Wawel eines der bedeutendsten nationalen Symbole ist und einst politisches und religiöses Zentrum Polens war. Kritiker waren der Meinung, das verunglückte Präsidentenpaar hätte nicht neben Königen und Nationalhelden beerdigt werden sollen.

## Auszeichnungen und Ehrungen
Kaczyńska wurden zahlreiche Auszeichnungen zuteil, darunter das Großkreuz Pro Merito Melitensi des Malteserordens (14. Mai 2007) und der polnische Fernsehpreis Wiktor 2007 (31. Mai 2008).  2008 wurde eine neue holländische Tulpenvariante nach ihr benannt und sie erhielt den Orden des Infanten Dom Henrique (Grã-Cruz). Postum erhielt Kaczyńska am 16. April 2010 den Orden Polonia Restituta (Großkreuz). Die befreundete georgische Präsidentengattin Sandra Roelofs ließ das nationale Krebsvorsorgezentrum Varketili in Tiflis nach Kaczyńska benennen. Ebenfalls widmete Roelofs ihr die polnische Ausgabe ihrer Autobiografie, in der sie über die gemeinsame Freundschaft berichtet und rief ein Stipendienprogramm für klassische Musik und Medizin ins Leben, das Kaczyńskas Namen trägt.